# Runge (Teksas)
Runge – miasto w Stanach Zjednoczonych, w stanie Teksas, w hrabstwie Karnes.